# Enrico Salimbeni
Enrico Salimbeni (Castelnovo ne' Monti, 2 febbraio 1965) è un attore italiano.

## Filmografia

Enrico Salimbeni, primo a destra, con Valerio Mastandrea e Claudio Bisio in una scena di Asini (1999)

### Cinema
- La voce della Luna, regia di Federico Fellini (1990)
- Ragazzi nervosi, regia di Anselmo Sebastiani
- I divertimenti della vita privata, regia di Cristina Comencini (1992)
- Abissinia, regia di Francesco Ranieri Martinotti (1993)
- Camerieri, regia di Leone Pompucci (1995)
- Il cielo è sempre più blu, regia di Antonello Grimaldi (1996)
- Artemisia - Passione estrema, regia di Agnés Merlet (1997)
- Radiofreccia, regia di Luciano Ligabue (1998)
- Asini, regia di Antonello Grimaldi (1999)
- La vita per un'altra volta, regia di Domenico Astuti
- Il segreto del giaguaro, regia di Antonello Fassari (2000)
- Amici Ahrarara, regia di Franco Amurri (2001)
- Ma quando arrivano le ragazze?, regia di Pupi Avati (2005)
- Il giorno + bello, regia di Massimo Cappelli (2006)
- Mi fido di te, regia di Massimo Venier (2007)
- Baarìa, regia di Giuseppe Tornatore (2009)
- Bonaventura Corti – documentario, starring Daniele Ghiretti (2012)
- Odissea nell'ospizio, regia di Jerry Calà (2019)
- Il signor Diavolo, regia di Pupi Avati (2019)
- La California, regia di Cinzia Bomoll (2022)

### Televisione
- È proibito ballare, regia di Pupi Avati, Fabrizio Costa e Cesare Bastelli – sitcom (1989)
- Spareggio con l'assassino, regia di Gianni Lepre
- L'amore di Rada, regia di Guido Tosi
- Distretto di Polizia – serie TV, episodio 2x09 (2001)
- Il Pirata - Marco Pantani, regia di Claudio Bonivento – film TV (2007)
- La figlia di Elisa - Ritorno a Rivombrosa – serie TV (2007)
- L'ispettore Coliandro – serie TV, episodio 2x02 (2009)
- I liceali – serie TV, episodio 2x02 (2009)
- Il sogno del maratoneta
- Camera Café, regia di Fabrizio Gasparetto – sitcom
- Un matrimonio, regia di Pupi Avati – miniserie TV (2013)
- L'Alligatore – serie TV, episodio 1x04 (2020)
- Vivere non è un gioco da ragazzi – serie TV, episodi 1x02-1x04 (2023)
- Un amore, regia di Francesco Lagi - miniserie TV, episodi 4-5 (2024)

### Cortometraggi
- Estate in città, regia di Davide Ferrario (1996)
- Vent'anni dopo, regia di Ivano de Matteo (1998)
- Terzo e mondo, regia di Daniele Pignatelli (2001)
- I sinottici, regia di Tommaso Avati (2004)

## Teatro
- Il giallo è servito, regia di Gabriele Corsi e Pippo Chillico
- The indian wants the Bronx, regia di Israel Horovitz
- Cime di felci e amanti, regia di Israel Horovitz
- Salimbeni legge Dante, regia di Gianfranco Maretti Tregiardini
- In alto mare, regia di Stefano Alleva
- Me, regia di Giorgio Riccardo Galassi
- Primavera coraggiosa, regia di Giorgio Riccardo Galassi

## Pubblicità
- Spot Vecchia Romagna, regia di Maurizio Nichetti, con Paolo Villaggio (1995-1996)